# Walter Ziegler (Historiker)
Walter Ziegler (* 16. Juli 1937 in Reichenberg, Tschechoslowakei) ist ein deutscher Historiker und seit 1980 Professor für Geschichte in Würzburg.

## Leben
Walter Ziegler, Sohn von Maria Ziegler, geborene Roscher, und des kaufmännischen Angestellten Raymund Ziegler, lebt seit 1946 in Bayern. Er besuchte das Gymnasium in München. Nach dem Abitur studierte er Geschichte, Latein und katholische Theologie für das Lehramt in Freising und an der Ludwig-Maximilians-Universität München. Das Erste Staatsexamen legte er 1964 ab, das Zweite 1966. 1966 wurde er Studienrat und 1967 wissenschaftlicher Assistent. Nach seiner Promotion im Jahr 1969 habilitierte er sich 1976 mit der Arbeit Studien zum Staatshaushalt Bayerns in der zweiten Hälfte des 15. Jahrhunderts bei Andreas Kraus an der Universität Regensburg. 1970 hatte er Sieglinde Schmidt geheiratet. Seine Lehrtätigkeit als Privatdozent begann er 1977.
Im Jahr 1980 wurde er auf die Professur für Neuere Geschichte und Landesgeschichte sowie Didaktik der Geschichte an der Julius-Maximilians-Universität Würzburg berufen. Von 1989 bis zu seiner Emeritierung im Jahr 2002 lehrte Ziegler als Nachfolger von Andreas Kraus am Institut für Bayerische Geschichte der Ludwig-Maximilians-Universität München Bayerische Landesgeschichte mit besonderer Berücksichtigung der Neuzeit.
1991 wurde Walter Ziegler als ordentliches Mitglied der Geisteswissenschaftlichen Klasse in die Sudetendeutsche Akademie der Wissenschaften und Künste berufen. Seit 1994 ist Ziegler ordentliches Mitglied der Bayerischen Akademie der Wissenschaften sowie der Schwäbischen Forschungsgemeinschaft. 2001 wurde ihm der Bayerische Verdienstorden und das Verdienstorden der Bundesrepublik Deutschland (Verdienstkreuz am Bande) verliehen. 2018 folgte die Ehrung mit dem Sudetendeutschen Kulturpreis für Wissenschaft.
Schwerpunkt seiner wissenschaftlichen Arbeit ist die Landesgeschichte, besonders Bayerns und des süddeutschen Raumes, im Spätmittelalter sowie der Frühen Neuzeit. Ein weiterer Schwerpunkt seiner Forschungen sind Reformation und Gegenreformation. Daneben veröffentlichte er mehrere Werke zur Zeitgeschichte Bayerns im 20. Jahrhundert, besonders über die Zeit des Nationalsozialismus und die Vertreibung.

## Schriften (Auswahl)
Monografien
- Hitler und Bayern. Beobachtungen zu ihrem Verhältnis (= Bayerische Akademie der Wissenschaften. Philosophisch-Historische Klasse. Sitzungsberichte. Jg. 2004, H. 4). Beck, München 2004, ISBN 3-7696-1628-6.
- Studien zum Staatshaushalt Bayerns in der zweiten Hälfte des 15. Jahrhunderts. Die regulären Kammereinkünfte des Herzogtums Niederbayern 1450–1500. Beck, München 1981, ISBN 3-406-07878-8 (Zugleich: Regensburg, Universität, Habilitations-Schrift, 1976).
- Die kirchliche Lage in Bayern nach den Regierungspräsidentenberichten. Band 4: Regierungsbezirk Niederbayern und Oberpfalz 1933–1945. Matthias-Grünewald-Verlag, Mainz 1973.
- Bursfelder Kongregation in der Reformationszeit. Dargestellt an Hand der Generalkapitelrezesse der Bursfelder Kongregation (= Beiträge zur Geschichte des Alten Mönchtums und des Benediktinertums. Band 29). Aschendorffsche Verlagsbuchhandlung, Münster 1968, ISBN 978-3-402-03278-7.

Herausgeberschaften
- mit Anton Schindling: Die Territorien des Reichs im Zeitalter der Reformation und Konfessionalisierung. 7 Bände. Aschendorff, Münster 1989–1997;
  - Band 1: Der Südosten (= Katholisches Leben und Kirchenreform im Zeitalter der Glaubensspaltung. 49). 1989, ISBN 3-402-02970-7;
  - Band 2: Der Nordosten (= Katholisches Leben und Kirchenreform im Zeitalter der Glaubensspaltung. 50). 1990, ISBN 3-402-02971-5;
  - Band 3: Der Nordwesten (= Katholisches Leben und Kirchenreform im Zeitalter der Glaubensspaltung. 51). 1991, ISBN 3-402-02972-3;
  - Band 4: Mittleres Deutschland (= Katholisches Leben und Kirchenreform im Zeitalter der Glaubensspaltung. 52). 1992, ISBN 3-402-02973-1;
  - Band 5: Der Südwesten (= Katholisches Leben und Kirchenreform im Zeitalter der Glaubensspaltung. 53). 1993, ISBN 3-402-02974-X;
  - Band 6: Nachträge (= Katholisches Leben und Kirchenreform im Zeitalter der Glaubensspaltung. 56). 1996, ISBN 3-402-02977-4;
  - Band 7: Bilanz – Forschungsperspektiven – Register (= Katholisches Leben und Kirchenreform im Zeitalter der Glaubensspaltung. 57). 1997, ISBN 3-402-02978-2.
- mit Hermann Rumschöttel: Staat und Gaue in der NS-Zeit. Bayern 1933–1945 (= Zeitschrift für bayerische Landesgeschichte. Beiheft. Reihe B, 21). Beck, München 2004, ISBN 3-406-10662-5.
- Die Vertriebenen vor der Vertreibung. Die Heimatländer der deutschen Vertriebenen im 19. und 20. Jahrhundert. 2 Bände. Iudicium, München 1999, ISBN 3-89129-046-2.